# Acțiune civilă
Acțiunea civilă, ca instituție de drept procesual penal, este instrumentul juridic prin intermediul căruia, o persoană care a suferit un prejudiciu în urma săvârșirii unei infracțiuni de către o altă persoană, solicită repararea acestuia în cadrul procesului penal declanșat ca urmare a constatării infracțiunii respective.